# Movimento antinuclear
Movimento antinuclear é um movimento social que opõe-se ao uso de tecnologias nucleares. Alguns grupos de ação direta, ambientalistas e organizações profissionais identificaram-se com o movimento em nível local, nacional e internacional. Dentre os principais grupos antinucleares estão a Campanha Pelo Desarmamento Nuclear, Friends of the Earth, Greenpeace, Médicos Internacionais para a Prevenção da Guerra Nuclear e a Nuclear Information and Resource Service. O objetivo inicial do movimento era o desarmamento nuclear, embora desde o final da década de 1960 também se oponha ao uso da energia nuclear. Vários grupos antinucleares opõe-se tanto ao uso da energia nuclear quanto ao uso de armas nucleares. A formação de Partidos Verdes nas décadas de 1970 e 1980 pode ser vista como um resultado das políticas antinucleares.
Com as preocupações sobre as mudanças climáticas e os avanços em projetos de reatores nucleares, questões sobre a energia nuclear voltaram a ser discutidas em alguns países. Em 2011, o acidente nuclear de Fukushima I, no Japão,  fez com que o movimento antinuclear ganhasse novas forças. Em 2014, vários países como a Austrália, Áustria, Dinamarca, Grécia, Irlanda, Itália, Letônia, Liechtenstein, Luxemburgo, Malta, Portugal, Israel, Malásia, Nova Zelândia e Noruega não possuíam nenhuma usina nuclear. A energia nuclear está sendo debatida ativamente na Austrália. A Alemanha e Suíça estão abandonando a energia nuclear, embora suas políticas permaneçam controvesas. Usinas de energia movidas a carvão respondem hoje por 50% da geração de eletricidade, acima dos 43% em 2010. A Alemanha recentemente licenciou 26 novas usinas de energia movidas a carvão. A revista The Economist afirma que mais usinas nucleares foram fechadas do que abertas nos últimos anos.
A 5 de Março de 1951, Nikos Nikiforidis, de 22 anos, foi executado pelo governo grego porque estava a promover o Apelo Antinuclear de Estocolmo.